# ستيفانو روسو
ستيفانو روسو (بالإيطالية: Stefano Russo)‏ (6 مارس 1989 بناردو في إيطاليا - ) هو لاعب كرة قدم إيطالي في مركز حراسة المرمى. لعب مع نادي أسكولي ونادي بارما ونادي بريشيا ونادي ساليرنيتانا ونادي ليتشي وBrindisi FC ‏ وإيه جي نوسرينا 1910 ‏ ويوفي ستابيا.

## وصلات خارجية
- ستيفانو روسو على موقع قاعدة بيانات كرة القدم.إي يو (الإنجليزية)
- ستيفانو روسو على موقع Soccerway.com (الإنجليزية)
- ستيفانو روسو على موقع عالم كرة القدم.نت (الإنجليزية)